# دورجينارتي

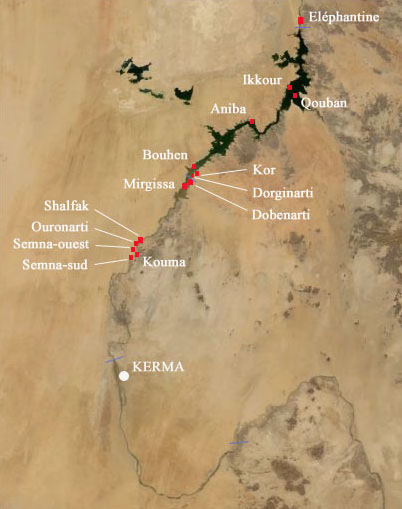
مواقع الحصون المصرية في النوبة من بينها حصن دورجيناتي

كان دورجيناتي حصن مصري قديم يقع في الطرف الشمالي للشلال الثاني في النوبة بشمال السودان، وهو موقع حفره المعهد الشرقي لجامعة شيكاغو في عام 1964، كجزء من حملة السد العالي بقيادة اليونسكو. يقع الحصن الآن تحت مياه بحيرة ناصر.

## تاريخ الحصن
كان يُعتقد في الأصل أن البناء الأصلي للحصن ومراحل استيطانه الرئيسية تعود إلى عصر المملكة المصرية الوسطى أو الإمبراطورية المصرية ممثلة في حصون أخرى في النوبة السفلى، على الرغم من أن المواد الأثرية التي تم اكتشافها في الموقع كانت مختلفة عن تلك المتوقعة. توضح دراسة حديثة أن فخار دورجينارتي والتحف الصغيرة تشبه الأنواع الموجودة في السياقات المصرية والسودانية، والتي تتراوح في التاريخ من الفترة الانتقالية الثالثة حتى الأسرة السابعة والعشرين لمصر القديمة. لذلك، ربما كان الحصن مأهول بين منتصف القرن السابع قبل الميلاد ونهاية القرن الخامس قبل الميلاد. قد يكون استطيانه الأصلي قد بدأ قبل قرن من الزمان.
خلال هذه الفترة، كان يُعتقد أن النوبة السفلى كانت غير مأهولة بالسكان، بسبب انخفاض فيضانات النيل وموقعها كمنطقة عازلة بين مملكتين معاديتين. ومع ذلك، تظهر السجلات النصية والأثرية أنه كان هناك فيضانات كافية للنيل في النصف الأول من الألفية الأولى قبل الميلاد؛ كما أن الازدهار الواضح للأسرتين الخامسة والعشرين والسادسة والعشرين يعارض باستمرار انخفاض النيل. لذلك، إذا كان هناك انخفاض في استيطان النوبة السفلى، فقد يكون هذا بسبب انخفاض النشاط التجاري والدبلوماسي نتيجة العلاقات المتوترة بين مصر ومملكة كوش مع صعود قوة الأسرة السادسة والعشرون.
تشير الدلائل إلى وجود نشاط في النوبة السفلى خلال أجزاء على الأقل من هذه الفترة. تم تحديد الفخار والمصنوعات اليدوية التي يعود تاريخها إلى النصف الأول من الألفية الأولى قبل الميلاد في مواقع بين الشلال الأول والثالث وما بعده. هناك أيضًا دليل على أن المنطقة أعيد توطينها في وقت مبكر من العصر المروي (بعد حوالي 270 قبل الميلاد) مما كان يُعتقد سابقًا. لذلك، فإن الفجوة المفترضة في استيطان النوبة السفلى خلال الألفية الأولى قبل الميلاد قد أغلقت إلى حد كبير، ووجود حصن الألفية الأولى قبل الميلاد في دورجينارتي ليس أمرًا شاذًا.

## الحصن
تم تقسيم الحصن الداخلي إلى ثلاث مناطق رئيسية. كما تم تشييد المباني خارج أسوار الحصن في الخليج في الزاوية الجنوبية الغربية، وكذلك إلى الجنوب من دعامة الركن الشمالي الغربي. يحتوي القطاع الغربي على حامية، ومرافق تخزين، وورش وبوابة الحصن الرئيسية التي تؤدي إلى طريق. يقسم جدار من الشمال إلى الجنوب النصف الغربي من «المقر الرسمي» بالقطاع الأوسط ومناطق التخزين بالقطاع الشرقي وبوابة النهر.
خضع المبنى الرئيسي للقطاع المركزي، المسمى «المقر الرسمي»، لمرحلتي بناء رئيسيتين قبل البناء الأخير (المستوى الثاني). في مبنى سابق (المستوى الثالث)، تم إعادة استخدام عدد من كتل الرعامسة (الأسرات من التاسعة عشر إلى العشرين) لعتبات الأبواب والقوائم والعتبات. ربما تم شراؤها من عبر النهر في بوهين، حيث تم إثبات نشاط البناء لكل من رمسيس الأول ورمسيس الرابع في النقوش.
تظهر دراسة الستراتيغرافيا أنه كانت هناك فترة هجر بعد حريق في القطاع الأوسط وقبل تشييد أحدث تحصينات تتكون من جدران داعمة لمنصة مربعة ومدعومة بأبراج ركنية. في وقت لاحق، تمتلئ بعض الخلجان في الوجوه الخارجية جزئيًا بالحجر
ترك جنود الحامية والموظفون الذين عاشوا في الحصن أواني خزفية وقطع أثرية صغيرة من صنع يوناني شرقي وشرقي ومصري. كما تشير الأواني المصنوعة يدويًا من التقاليد السودانية ورؤوس الأسهم الحجرية التي تم التنقيب عنها هنا إلى وجود جنود أو موظفين من مناطق جنوب مصر.
تشبه معظم الفخار والتحف الصغيرة من دورجينارتي بقايا مواقع في مصر تعود إلى أواخر عهد الأسرة الخامسة والعشرين والسادسة والعشرين (حوالي 700-525 قبل الميلاد)، وفترة الاحتلال الفارسي الأول لمصر (حوالي 525-400 قبل الميلاد). أيضًا، العديد من شظايا بوتقة مع رواسب على الأجزاء الداخلية، بالإضافة إلى بقايا اثنين من تويري وشظيتين من منفاخ محتمل، تشبه الأدلة المعدنية من حصون الأسرة السادسة والعشرين في الدلتا وقلاع (أواخر العصر الحديدي الثاني) في جنوب فلسطين. تم استيطان المستويات الأصلية للحصن (الرابع والثالث) في وقت ما في أواخر القرنين الثامن والسابع قبل الميلاد.
ربما يمكن تأريخ جميع أنواع الفخار التي تم العثور عليها بالاشتراك مع المصطبة اللاحقة من المستوى الثاني إلى النصف الثاني من القرنين السادس والخامس قبل الميلاد. تم جلب شظايا أمفورة يونانية وفينيقية إلى الحصن إما في نهاية فترة الأسرة السادسة والعشرين أو خلال فترة الاحتلال الفارسي الأول لمصر. وتتعدد شظايا القوارير الفينيقية بشكل خاص.